# Граф Эффингем

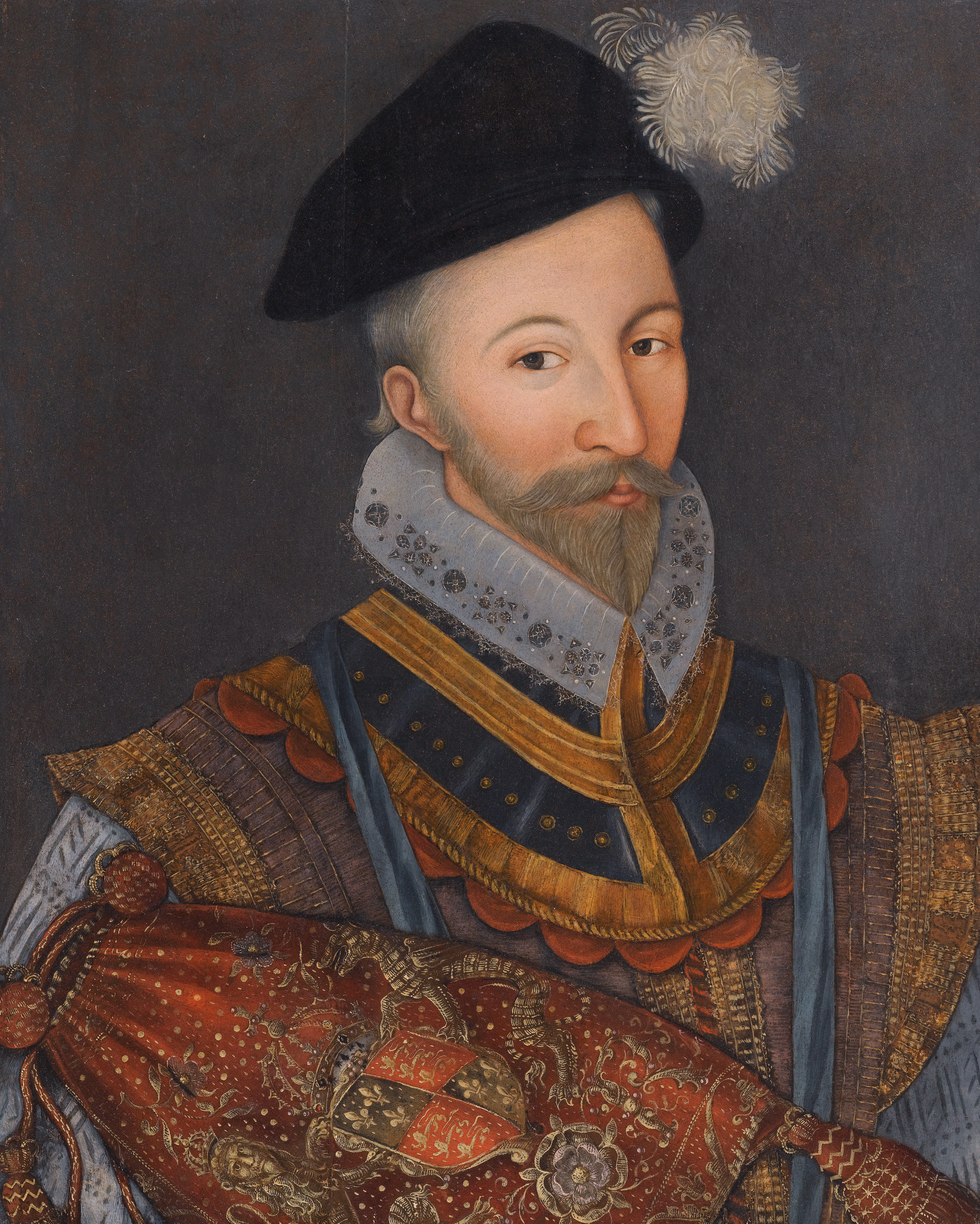
Уильям Говард, 1-й барон Говад из Эффингема (1510—1573)

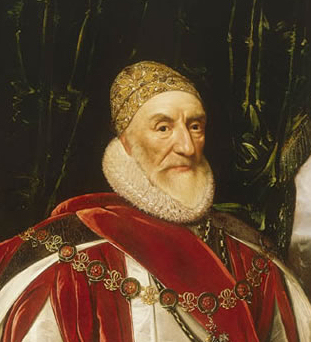
Чарльз Говард, 1-й граф Ноттингем (1536—1624)

Граф Эффингем в графстве Суррей (англ. Earl of Effingham) — наследственный титул в системе Пэрства Соединённого королевства. Он был создан в 1837 году для Кеннета Говарда, 11-го барона Говарда из Эффингема (1767—1845). Графский титул происходит от названия деревни Эффингем, феодального поместья Говардов.

## История
Эта ветвь семьи Говардов происходит от флотоводца и политика лорда Уильяма Говарда (1510—1573), старшего сына Томаса Говарда, 2-го герцога Норфолка (1444—1524), от второго брака с Агнесс Тилни. Лорд Уильям Говард занимал посты лорда высшего адмирала (1554—1558), лорда-камергера Хаусхолда (1557—1572) и лорда-хранителя Малой печати (1572—1573), также он являлся лордом-лейтенантом графства Суррей (1559—1573). В 1554 году для него был создан титул барона Говарда из Эффингема (Пэрство Англии) в качестве награды за защиту Лондона от восстания Уайетта. Его преемником стал его сын Чарльз Говард, 1-й граф Ноттингем (1536—1624), получивший графский титул в 1596 году. Он занимал должности лорда высшего адмирала (1585—1619), лорда-стюарда (1603—1618), лорд-лейтенанта Суррея (1585—1624). В 1588 году Чарльз Говард, 2-й барон Говард из Эффингема, был главнокомандующим английского флота против Испанской армады. В 1603 году его старший сын и наследник, Уильям Говард, лорд Говард из Эффингема (1577—1615), был вызван в Палату лордов, где получил титул барона Говарда из Эффингема. Однако он скончался при жизни отца. В 1624 году графский титул унаследовал Чарльз Говард, 2-й граф Ноттингем, 3-й барон Говард из Эффингема (1579—1642), младший сын 1-го графа Ноттингема. Он представлял Блитчайнгли, Суррей и Суссекс в Палате общин, а также служил лордом-лейтенантом Суррея (1621—1642). 2-й граф Ноттингем скончался бездетным, ему наследовал его сводный брат, Чарльз Говард, 3-й граф Ноттингем, 4-й барон Говард из Эффингема (1610—1681). Он был бездетным, после его смерти в 1681 году титул графа Ноттингема прервался.
Титул барона в 1681 году получил его дальний родственник, Фрэнсис Говард, 5-й барон Говард из Эффингема (1643—1694). Он был сыном сэра Чарльза Говарда и правнуком сэра Уильяма Говарда (ум. 1600), младшего сына 1-го барона Говарда из Эффингема. Лорд Говард занимал пост губернатора североамериканской колонии Вирджиния с 1683 по 1692 год.
Его старший сын, Томас Говард, 6-й барон Говард из Эффингема (1682—1725), умер бездетным, и ему наследовал его младший брат, Фрэнсис Говард, 7-й барон Говард из Эффингема (1683—1743). Он был крупным военачальником (бригадир). 8 декабря 1731 года для него был создан титул графа Эффингема в качестве Пэрства Великобритании. Его внук, Томас Говард, 3-й граф Эффингем (1746—1791), занимал пост мастера монетного двора в правительстве Уильяма Питта Младшего в 1784—1789 годах и являлся губернатором Ямайки (1789—1791). Он скончался бездетным, его преемником стал его младший брат, Ричард Говард, 4-й граф Эффингем (1748—1816). После его смерти в 1816 году титул графа Эффингема прервался.

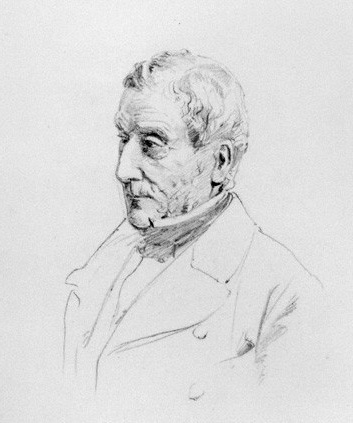
Генри Говард, 2-й граф Эффингем (1806—1889)

В 1816 году баронский титул унаследовал его троюродный брат, Кеннет Александр Говард, 11-й барон Говард из Эффингема (1767—1845). Он был сыном Генри Говарда и (1736—1811) и внуком генерал-лейтенанта Томаса Говарда (1684—1753), сына Джорджа Говарда, младшего брата 5-го барона. 11-й лорд Говард из Эффингема был генералом британской армии. 27 января 1837 года для него был создан титул графа Эффингема в графстве Суррей (Пэрство Соединённого королевства). Его преемником стал его старший сын, Генри Говард, 2-й граф Эффингем (1806—1889). Он представлял в Палате общин Шефтсбери (1841—1845). Графский титул переходил от отца к сыну до смерти в 1927 году Генри Александра Гордона Говарда, 4-го графа Эффингема. Он не был женат, его преемником стал его кузен, Гордок Фредерик Генри Чарльз Говард, 5-й граф Эффингем (1873—1946). Он был сыном капитана достопочтенного Фредерика Чарльза Говарда (1840—1893), второго сына 2-го графа Эффингема. Его старший сын, Моубрей Генри Гордон Говард, 6-й граф Эффингем (1905—1996), скончался бездетным. Его преемником стал его племянник, Дэвид Питер Моубрей Элджернон Говард, 7-й граф Эффингем (1939—2022). Он является сыном достопочтенного Джона Фредерика Элджернона Чарльза Говарда (1901—1971), второго сына 5-го графа Эффингема.

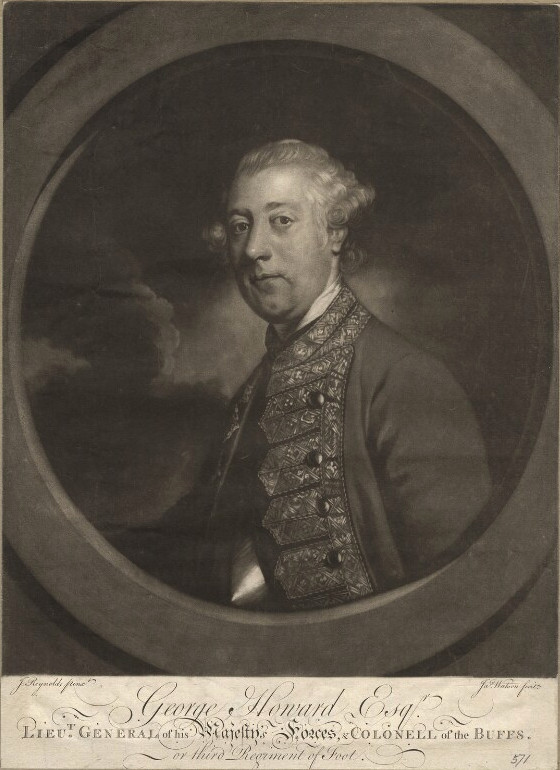
Фельдмаршал сэр Джордж Говард (1718—1796)

Другим известным членом этой ветви семьи Говард был британский фельдмаршал, сэр Джордж Говард (1718—1796). Он был сыном вышеупомянутого генерал-лейтенанта Томаса Говарда и братом Генри Говарда, отца Кеннета Александра Говарда, 1-го графа Эффингема.

## Бароны Говард из Эффингема (1554)
- 1554—1573: Уильям Говард, 1-й барон Говард из Эффингема(1510 — 12 января 1573), сын старший сын Томаса Норфолка, 2-го герцога Норфолка, от второго брака;
- 1573—1624: Чарльз Говард, 2-й барон Говард из Эффингема (1536 — 14 декабря 1624), старший сын предыдущего от второго брака, граф Ноттингем с 1596 года.

## Графы Ноттингем (1596)
- 1596—1624: Чарльз Говард, 1-й граф Ноттингем, 2-й барон Говард из Эффингема (1536 — 14 декабря 1624), старший сын Уильяма Говарда, 1-го барона Говарда из Эффингема
  - Уильям Говард, лорд Говард из Эффингема (27 декабря 1577 — 28 ноября 1615), старший сын предыдущего от первого брака;
- 1624—1642: Чарльз Говард, 2-й граф Ноттингем, 3-й барон Говард из Эффингема (17 сентября 1579 — 3 октября 1642), второй сын 1-го графа Ноттингема от первого брака;
- 1642—1681: Чарльз Говард, 3-й граф Ноттингем, 4-й барон Говард из Эффингема (25 декабря 1610 — 26 апреля 1681), единственный сын 1-го графа Ноттингема от второго брака.

## Бароны Говард из Эффингема (1554)
- 1681—1695: Фрэнсис Говард, 5-й барон Говард из Эффингема (17 сентября 1643 — 30 марта 1695), сын сэра Чарльза Говарда (ум. 1672/1673), внук сэра Фрэнсиса Говарда (ум. 1651), правнук сэра Уильяма Говарда (ум. 1600), сына Уильяма Говарда, 1-го барона Говарда из Эффингема;
- 1695—1725: Томас Говард, 6-й барон Говард из Эффингема (7 июля 1682 — 13 июля 1725), старший сын предыдущего;
- 1725—1743: Фрэнсис Говард, 7-й барон Говард из Эффингема (23 октября 1683 — 12 февраля 1743), второй сын 1-го барона, граф Эффингем с 1731 года.

## Графы Эффингем, первая креация (1731)
- 1731—1743: Фрэнсис Говард, 1-й граф Эффингем (23 октября 1683 — 12 февраля 1743), второй сын Фрэнсиса Говарда, 5-го барона;
- 1743—1763: Томас Говард, 2-й граф Эффингем (1714 — 19 ноября 1763), единственный сын предыдущего;
- 1763—1791: Томас Говард, 3-й граф Эффингем (13 января 1746 — 19 ноября 1791), старший сын предыдущего;
- 1791—1816: Ричард Говард, 4-й граф Эффингем (21 февраля 1748 — 10 декабря 1816), младший брат предыдущего.

## Бароны Говард из Эффингема (1554)
- 1816—1845: Генерал Кеннет Александр Говард, 11-й барон Говард из Эффингема (29 ноября 1767 — 13 февраля 1845), сын Генри Говарда (1736—1811), внук генерал-лейтенанта Томаса Говарда (1684—1753), граф Эффингем с 1837 года.

## Графы Эффингем, вторая креация (1837)
- 1837—1845: Генерал Кеннет Александр Говард, 1-й граф Эффингем (29 ноября 1767 — 13 февраля 1845), сын Генри Говарда (1736—1811), внук генерал-лейтенанта Томаса Говарда (1684—1753);
- 1845—1889: Генри Говард, 2-й граф Эффингем (23 августа 1806 — 5 февраля 1889), старший сын предыдущего;
- 1889—1898: Генри Говард, 3-й граф Эффингем (7 февраля 1837 — 4 мая 1898), старший сын предыдущего;
- 1898—1927: Генри Александр Гордон Говард, 4-й граф Эффингем (15 августа 1866 — 6 мая 1927), единственный сын предыдущего;
- 1927—1946: Гордон Чарльз Генри Фредерик Говард, 5-й граф Эффингем (18 мая 1873 — 7 июля 1946), старший сын Фредерика Чарльза Говарда (1840—1893), внук 2-го графа Эффингема;
- 1946—1996: Моубрей Генри Гордон Говард, 6-й граф Эффингем (29 ноября 1905 — 23 февраля 1996), старший сын предыдущего;
- 1996—2022: Дэвид Питер Моубрей Элджернон Говард, 7-й граф Эффингем (29 апреля 1939 — 26 февраля 2022), единственный сын достопочтенного Джона Элджернона Фредерика Чарльза Говарда (1907—1970) от первого брака, внук 5-го графа Эффингема;
- 2022 — настоящее время: Эдвард Моубрей Николас Говард, 8-й граф Эффингем (род. 11 мая 1971), единственный сын предыдущего;
  - Наследник: Достопочтенный Фредерик Генри Чарльз Говард, лорд Говард из Эффингема (род. 19 марта 2007), единственный сын предыдущего.